# Puzanovia virgata
Puzanovia virgata és una espècie de peix de la família dels zoàrcids i de l'ordre dels perciformes.

## Morfologia
- Els mascles poden assolir 27,9 cm de longitud total.[4][5]

## Hàbitat
És un peix marí i d'aigües profundes que viu entre 480-600 m de fondària.

## Distribució geogràfica
Es troba al nord de les Illes Kurils.

## Observacions
És inofensiu per als humans.